# Parapszichológia
A parapszichológia elnevezést használjuk az okkult tudományok régi meghatározása helyett. Az állítólagos pszichés jelenségek (érzékeken kívüli észlelés, telepátia, prekogníció, tisztánlátás, pszichokinézis, pszichometria) és más paranormális jelenségek és képességek tanulmányozása. A parapszichológia kutatja azokat a még ismeretlen, vagy kevéssé ismert határterületeket, amelyek elválasztják egymástól az emberi elme normálisnak tekintett és kivételes vagy patologikus állapotait. 
Edmond Bernard megállapítja, hogy a metafizika, a parapszichológia és a pszichotronika nem tekinthető külön tudománynak, hanem három, egymástól csak árnyalatokban különböző megközelítése ugyanannak a diszciplínának.
Az emberek zöme rendelkezik paranormális képességekkel; az érzékszerveken túli észlelés (ESP) és a véletlen-befolyásolás (mikro-PK) kísérletileg mindenkinél kimutatható. Ezeket azért nevezik titkos képességeknek, mert igen keveset tudunk róluk. Innen ered az okkult jelző, amelyet főleg a 19. századig használtak. Mai ismereteink szerint e sajátos – eleve adott, tehát nem közvetített – képességek a tudat változása (pl. hosszú böjtölés) nyomán felszínre jutnak és alkalomadtán hatékonnyá válhatnak.
A parapszichológia, ahogy a neve is jelzi, az általa tanulmányozott jelenségeket a pszichológia, sőt a patológia határterületeként próbálja vizsgálni. A fejlődés viszont igen gyors; manapság a parapszichológia felvetette kérdések más tudományágak specialistáit is érdeklik, felhasználási területe pedig egyre kiterjedtebb. A fizika és biológia természettudományos ismereteit ezek a kétségkívül előforduló jelenségek nem bizonytalanítják el, sőt, inkább gazdagítják azzal, hogy rávilágítanak a tudatban lejátszódó folyamatokra.

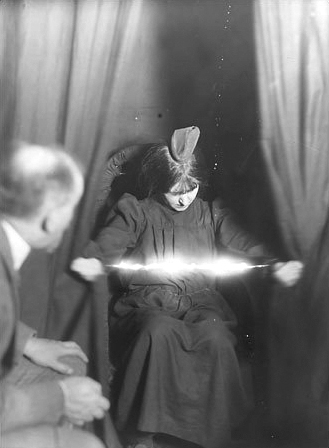
Eva Carriére francia médium 1912-ben, amint egy felvillanó fény jelenik meg a kezei között

## Etimológia
A "parapszichológia" kifejezés görög szavakból tevődik össze: Παρα (para = mellett, szorosan kapcsolódó) + ψυχή (pszühé = lélek, elme) + λογία (logía = tudomány, tanulmányozás)
A kifejezés használatát először Max Dessoir (1867-1947) filozófus, pszichológus javasolta 1899-ben, aki német lévén először hazájában, majd az Egyesült Államokban fogadtatta el. A kelet-európai országokban az elnevezés még hosszú ideig nem tudott meghonosodni. Az 1968-as moszkvai világkongresszuson cseh kutatók javasolták, hogy a tudományágat nevezzék a továbbiakban pszichotronikának. Az ötletet akkoriban kedvezően fogadták.

## Fő ágai
A parapszichológia témakörébe tartoznak többek között a következő jelenségek:
- 1. ESP-érzékelés (érzékszerveken túli észlelés) vagy másképp hatodik érzék:
  - Telepátia (gondolatátvitel)
  - Clairvoyance (tisztánlátás)
  - Prekogníció (wd) (jövőbe látás)
  - Látomás
  - Jóslás és prófécia
  - egyéb, a legtöbbek által nem érzékelhető aspektusok észlelése (pl. auraolvasás)

- 2. Paranormális képességek:
  - Telekinézis
  - Testen kívüli élmények
  - Halálküszöb-élmények
  - Reinkarnáció (lélekvándorlás)
  - Bilokáció (két helyen egy időben)
  - Paranormális gyógyítás
  - Radiesztézia stb.

- 3. Parajelenségek
  - Kísértetjárás
  - Levitáció
  - Poltergeist
  - Materializáció (wd)

A parapszichológusok nézőpontjából e jelenségek nem természetfelettiek, hanem az emberi felfogóképesség korlátolt.
A Parapszichológiai Egyesület (Parapsychological Association) alapján a parapszichológusok nem vizsgálják az összes paranormális jelenséget; nem foglalkoznak továbbá asztrológiával, az UFO-kkal, kriptozoológiával, a vámpírokkal, az alkímiával, az újpogányság vagy boszorkányság varázslatával sem.

## Tudományos hozzáállás
A parapszichológia kutatóinak tevékenységét a tudósok gyanakvással fogadták, és a több, mint egy évszázada folyó kutatásoknak sem sikerült meggyőző bizonyítékokkal alátámasztaniuk. Ez a tudományos parapszichológia az okkultizmus széles szellemi áramlatához annyiban kapcsolódik, hogy vizsgált jelenségek ott is szerepelnek, de tárgyát a tudomány ok-okozati gondolkodásmódjával közelítik meg.
A tudományos parapszichológiát Európában és az USA-ban egyetemeken és főiskolákon is oktatják, illetve kutatják, jellemzően privát szervezetek és magánadományok támogatásával. Az utóbbi pár évtizedben több intézményben is megszűntek az ilyen jellegű kutatások. Európán belül az Egyesült Királyságban vannak még számottevő művelői, akik főleg a tudományosan is elismert pszichológiai kutatásaikkal próbálják erősíteni szavahihetőségüket. 2007-ben a parapszichológiai kutatás a világ mintegy harminc különböző országában van jelen, és számos egyetem folytat akadémiai parapszichológiai programokat.
Magyarországon az ELTE BTK Pszichológiai Intézete szervezett féléves kurzusokat a  tudományos parapszichológiáról az ezredforduló környékén, hogy minden évfolyamnak alkalma legyen ezzel a területtel megismerkednie.